# Margareta Erichsen
Margareta Erichsen (* 18. August 1916 in Flensburg; † zwischen 29. April 2006 und 5. Mai 2006 in Husum) war eine deutsch-dänische Malerin und Illustratorin.

## Leben

### Ausbildung
Margareta Erichsen erhielt eine Lehre zur Köchin und besuchte ab 1937 die Frauenwerkstattklasse der Kunstgewerbeschule in Flensburg als Gastschülerin bei Hilde Stock-Sylvester; große Unterstützung fand sie bei dem Bildhauer Hermann Menzel (1899–1885), der als Lehrer für Bildhauer an der Flensburger Werkkunstschule tätig war.
Seit 1939 arbeitete sie als Mamsell auf Gut Rundhof bei Kappeln; ihre künstlerischen Interessen wurden dadurch jedoch nicht gemindert.
1941 wurde sie als eine der besten Bewerber an der Kunsthochschule Karlsruhe aufgenommen. Dort erhielt sie Unterricht im Zeichnen von Wilhelm Sauter und in Schriftgestaltung von Josua Leander Gampp. Bedingt durch die Bombenangriffe auf Karlsruhe, wurde der Unterricht nach Heidelsheim/Bruchsal, in den Schwarzwald und nach Ettlingen verlagert.
Während der Semesterferien arbeitete sie im Kriegseinsatz als technische Zeichnerin auf der Flensburger Werft; an den Wochenenden besuchte sie dann die Bildhauerklasse an der Flensburger Kunstgewerbeschule.
Im Herbst 1943 wechselte sie an die Münchner Kunstakademie und studierte bei Emil Preetorius Buchkunst, angewandte Grafik, Schriftgestaltung und Kostümkunde. Nach dem Ausbomben der Akademie flüchtete sie nach Ellingen, wohin die Nürnberger Kunsthochschule ausgelagert worden war. Hier besuchte sie die Illustrationsklasse von Max Körner.

### Werdegang
Nach Ende des Zweiten Weltkriegs gründete sie zusammen mit ihrem Bruder das Atelier Erichsen in Flensburg mit der Zielsetzung einer architektonischen Bestandsaufnahme der Häuser und Höfe Flensburgs. Große Teile der alten Bausubstanz waren in der Nachkriegszeit von Verfall und Abriss bedroht. Präzise, doch mit weichem, fast malerischem Zeichenduktus entstanden anfänglich zarte, später kräftiger gestaltete Architekturbilder.
Nachdem ihre Arbeiten 1946 in einer Ausstellung in Flensburg erstmals der Öffentlichkeit vorgestellt worden waren, erfolgten Illustrationsaufträge für Märchenbücher und Zeitschriften sowie eine weitere Ausstellungsbeteiligung in Kampen.
Ab 1947 setzte sie dann ihr Studium an der Kopenhagener Akademie bei Aksel Jørgensen (1883–1957) in der Kompositionslehre fort; in der Grafisk Skole schuf sie 1948 erstmals Radierungen und Lithografien, daneben entstanden Stillleben in Öl und mit Kohle gezeichnete Porträts. 1949 führte sie eine Studienreise nach Italien.
Nach Beendigung ihres Studiums kehrte sie im Mai 1950 nach Flensburg zurück, erfüllte Illustrations- und Porträtaufträge, unter anderem gestaltete sie von 1950 bis 1954 die Kinderseiten von Flensborg Avis und schrieb selbstillustrierte Geschichten. Sie beteiligte sich auch 1950 an den Ausstellungen Südschleswigscher Künstler in Fredericia und 1953 im Flensborghus sowie, zusammen mit Sophie B. Jensen (1912–2007), 1960 an einer Ausstellung in der Dansk Centralbibliothek in Flensburg.
Am 23. Dezember 1963 heiratete sie den plattdeutschen Schriftsteller Wilhelm Ludwig Andresen, der 1923 zu den Mitbegründern der Nationalen Friesen, die heute Friisk Foriining heißen, gehörte. 1965 übersiedelten sie zusammen nach Husum.

### Künstlerisches Wirken
In unzähligen Blättern von künstlerischem sowie auch hohem dokumentarischen Wert hat sie die Architektur und Landschaft Schleswig-Holsteins gezeichnet und aquarelliert.

### Würdigungen
Eine umfassende Ausstellung ihrer Arbeiten wurde 1986 im Flensburger Museum gezeigt.
Der Kunst-Professor Klaus-Ove Kahrmann und die ehemalige Lehrerin am dänischen Gymnasium in Flensburg, Maike Lohse, veröffentlichten zum hundertsten Geburtstag von Margareta Erichsen, 2016 eine Festschrift in Deutsch, Dänisch und Friesisch, und 2017 gab es eine Ausstellung zu ihrem Lebenswerk im Gemeindehaus der Kirchengemeinde St. Johannis in Flensburg.

## Schriften (Auswahl)
- Bilder aus Flensburg. 1986.
- Bilder aus Nordfriesland. 1986.
- Die Husumer Süderstraße. 1996.
- Häuser und Höfe in Eiderstedt. 1998.